# Лила (игра)
Ли́ла (санскр. लीला, IAST: līlā) — индийская настольная игра, дата её появления неизвестна, впервые описана Харишем Джохари (Harish Johari) в 1980 году в его книге. Игра основана на философском понятии лила, является инструментом наблюдения за закономерностями случайных событий в жизни.

## Игровой комплект
Игровое поле с семьюдесятью двумя клетками. Игральная кость. Описание каждой клетки, соответствующей планам бытия в индуистской традиции.

## Описание
Изначальное название этой игры — Джняна-чаупада (джняна — знание, мудрость, чаупада — игра в кости; таким образом, название можно перевести как «Игра Знания»). По словам создателя современного варианта игры, Лила была создана святыми провидцами прошлого как ключ к внутренним состояниям и для изучения принципов Дхармы, которую обычно называют «индуизмом». Семьдесят две клетки игральной доски со всеми связывающими их стрелами и змеями, которые представляют семьдесят два основных плана бытия, открывают перед нами знания, заключённые в Ведах, Шрути, Смрити и Пуранах. Играть в эту игру — значит соприкасаться с божественной мудростью, которая содержится в учениях йоги, веданты и санкхьи, составляющих плоть и кровь индуистской традиции. В ходе игры вы автоматически передвигаетесь по полям игральной доски, каждое из которых имеет определённое название, отражающее одно из внутренних состояний, или планов бытия. Попадая на то или иное поле, игрок начинает обдумывать идеи и концепции, связанные с названием данного поля, до тех пор, пока снова не придёт его очередь бросить кость, чтобы перейти к следующему состоянию. В результате через несколько минут в игру вовлекаются ум, интеллект и эго (чувство «я») игрока.
Создатели игры[кто?] видели в ней прежде всего инструмент, развивающий понимание взаимоотношений индивидуального «я» с Абсолютным «Я». Прохождение через игру с сохранением этой позиции помогает игроку освободиться от иллюзии, крепко опутавшей его личность, и увидеть свою жизнь как отражение макрокосма. Число, выпавшее на игральной кости, определяется не отождествлениями игрока, а взаимодействием космических сил, которые, в свою очередь, определяют развитие жизненной игры человека. И целью игры является освобождение сознания человека от оков материального мира и воссоединение его с Космическим Сознанием.

## Правила
Для игры необходимы четыре вещи: игральная кость, игральная доска, комментарий к каждой клетке доски и какой-нибудь предмет, принадлежащий игроку (например, кольцо), который будет служить его символом на протяжении игры. Правила просты: все участники ставят свои символы на клетку 68, представляющую Космическое Сознание. Один за другим они бросают игральную кость, передавая её соседу справа (такое направление соответствует восходящему потоку энергии).
Для того чтобы войти в игру, нужно выбросить шесть очков, тогда игрок переходит на клетку рождения и оттуда на шестую клетку (иллюзия). Пока игрок не выбросит шесть, он остаётся не рождённым на клетке Космического Сознания. Каждый раз, на любой стадии игры, когда у игрока выпадает шестёрка, ему предоставляется право бросить кость ещё раз. Исключение: если шесть выпадает три раза подряд и игрок (пройдя 18 клеток) бросает кость ещё раз и получает другое число, он должен вернуться в то место, где он находился, прежде чем начал выбрасывать шестёрки, и уже оттуда пройти столько клеток, сколько очков было в четвёртом броске. Если при входе в игру он выбрасывает три шестёрки подряд и затем другое число, он возвращается на первую клетку (рождение) и отсчитывает столько клеток вперёд, сколько очков выпало в четвёртый раз - где клетка Рождения является первым шагом . Если же игрок выбросит четыре или более шестёрок подряд, то он продолжает бросать кость до тех пор, пока не выпадет число, отличное от шести, и тогда он идёт вперёд на число шагов, равное общей сумме всех выброшенных очков, после чего передаёт кость.
Когда игрок попадает на начало стрелы, он автоматически поднимается вдоль древка к её острию. Если же в клетке, куда он попал, расположена голова змеи, он опускается вниз до её хвоста. Так, эгоизм ведет к клетке гнева, а духовная преданность приводит к Космическому Сознанию.
Цель игры — возвращение на клетку под номером 68. Если игрок достигает восьмого ряда, но, не попав на клетку Космического Сознания, проходит дальше и останавливается на клетках с номерами 69, 70 или 71, он должен ждать, пока не выпадет либо точное число шагов, отделяющее его от тамогуны (клетки 72), либо небольшое число, позволяющее ему продвинуться на два или один шаг вперед (для 69 подходят 1, 2 или 3, для 70 — 1 или 2, для 71 — только единица). Игра заканчивается, когда игрок попадает точно на клетку 68 — либо по стреле с клетки духовной преданности, либо при постепенном восхождении, например, с клетки 66, выбросив двойку.
В процессе игры игрок может обнаружить, что снова и снова попадает на одни и те же стрелы или его жалят одни и те же змеи. Настоящее предназначение игры состоит в изучении и понимании комментариев к каждой клетке, разъясняющих значение каждого поля, а также змей и стрел, встречающихся на игральной доске.
Если игрок останавливается на клетке 69 (план Абсолюта), он уже не может попасть на клетку Космического Сознания под номером 68. В этом случае он должен ждать, пока змея тамогуны не вернет его обратно на землю, чтобы он мог достичь Космического Сознания либо путём постепенного продвижения вверх, либо, выбросив тройку, через поле духовной преданности, откуда стрела ведет игрока прямо к его цели. Если он находится на клетке 71, все числа, кроме единицы, для него бесполезны — также как на клетке 67 он уже не может воспользоваться выпавшей шестеркой. Если выпадает единица, то он попадает на поле 68 и игра останавливается, но она будет продолжаться, если выпадет два, три, четыре, пять или шесть.
Чтобы получить максимальную пользу от игры, хорошо записывать путь, по которому движется выбранный игроком символ. Сравнивая подобные записи, игрок может обнаружить некоторое сходство змей, снова и снова попадающихся на пути, или стрел, вовремя приходящих на помощь. Это помогает игроку найти взаимосвязи между внутренним и внешним и разобраться в своем внутреннем мире. Многие святые использовали этот метод для постижения своей внутренней структуры. Это и есть то, что делает Лилу игрой самопознания — Джняна-чаупадой.

## Игровая доска
Игровая доска Лилы построена в соответствии с основным принципом нумерологии. Это нумерологически сбалансированный, совершенный прямоугольник. Он состоит из восьми горизонтальных рядов, которые идут снизу вверх. В индуизме восемь — это число проявленной вселенной (пракрити), которая состоит из пяти великих элементов (махабхут) — эфира, воздуха, огня, воды и земли — и трёх сил: ума, интеллекта и эго (соответственно манаса, буддхи и ахамкары). Доска содержит также девять вертикальных рядов. Девятка — это число Абсолюта, Высшего Сознания (восьмёрка, соответствующая пракрити — восемь материальных элементов — горизонтальные ряды, с которых нужно подниматься на высший — девятый уровень, трансцендентный, плюс единица — сознание или Брахман — душа, Сверхдуша-Бог, уровень освобождения). Девяткой завершается ряд фундаментальных чисел, из которых построены все остальные числа, и, таким образом, девять — это число завершённости. Итак, доска космической игры состоит из семидесяти двух квадратов-полей. Если 72 свести к одной цифре, это будет, опять-таки, девятка (7 + 2 = 9). Последнее, согласно признакам делимости на 3 и на 9, свойственно всем числам, кратным девяти.
Первый ряд: основы бытия

1. Рождение (джанма)

2. Майя

3. Гнев (кродха)

4. Жадность (лобха)

5. Физический план (бху-лока)

6. Заблуждение (моха)

7. Тщеславие (мада)

8. Алчность (матсара или матсаръя)

9. Чувственный план (кама-лока)

Второй ряд: сфера фантазии

10. Очищение (тапа). Возносит на клетку 23

11. Развлечения (гандхарвы)

12. Зависть (ирасъя). Низводит на клетку 8

13. Ничтожность (антарикша)

14. Астральный план (бхувар-лока)

15. План фантазии (нага-лока)

16. Ревность (двеша). Низводит на клетку 4

17. Сострадание (дайя). Возносит на клетку 69

18. План радости (харша-лока)

Третий ряд: театр кармы

19. План кармы (карма-лока)

20. Благотворительность (дана). Возносит на клетку 32

21. Искупление (самана папа)

22. План Дхармы (Дхарма-лока)

23. Небесный план (сварга-лока)

24. Плохая компания (ку-санг-лока). Низводит на клетку 7

25. Хорошая компания (су-санг-лока)

26. Печаль (дукха)

27. Самоотверженное служение (парамартха). Возносит на клетку 41

Четвертый ряд: достижение равновесия

28. Истинная религиозность (судхарма). Возносит на клетку 50

29. Неправедность или аморальность (адхарма). Низводит на клетку 6

30. Хорошие тенденции (уттама гати)

31. План святости (якша-лока)

32. План равновесия (махар-лока)

33. План ароматов (гандха-лока)

34. План вкуса (раса-лока)

35. Чистилище (нарака-лока)

36. Ясность сознания (сваччха)

Пятый ряд: человек становится самим собой

37. Джняна (гьяна). Возносит на клетку 66

38. Прана-лока

39. Апана-лока

40. Въяна-лока

41. Человеческий план (джана-лока)

42. План Агни (Агни-лока)

43. Рождение человека (манушъя-джанма)

44. Неведение (авидья). Низводит на клетку 9

45. Правильное знание (сувидъя). Возносит на клетку 67

Шестой ряд: время покаяния

46. Различение (вивека). Возносит на клетку 62

47. План нейтральности (сарасвати)

48. Солнечный план (ямуна)

49. Лунный план (ганга)

50. План аскетизма (тапа-лока)

51. Земля (притхиви)

52. План насилия (химса-лока). Низводит на клетку 35

53. План жидкостей (джала-лока)

54. План духовной преданности (бхакти-лока). Возносит на клетку 68

Седьмой ряд: план реальности

55. Эгоизм (ахамкара). Низводит на клетку 3

56. План изначальных вибраций (Омкара)

57. План газов (вайю-лока)

58. План сияния (теджа-лока)

59. План реальности (сатья-лока)

60. Позитивный интеллект (субуддхи)

61. Негативный интеллект (дурбуддхи). Низводит на клетку 13

62. Счастье (сукха)

63. Тамас. Низводит на клетку 2

Восьмой ряд: сами боги

64. Феноменальный план (пракрити-лока)

65. План внутреннего пространства (уранта-лока)

66. План блаженства (ананда-лока)

67. План космического блага (Рудра-лока)

68. Космическое Сознание (Вайкунтха-лока)

69. План Абсолюта (Брахма-лока)

70. Саттвагуна

71. Раджогуна

72. Тамогуна. Низводит на клетку 51